# Greta Noordenbos
Dr. Greta Noordenbos (1951 - ) publiceerde verschillende boeken en artikelen. Haar laatste boek (december 2023) gaat over Bertha von Suttner die Noordenbos typeert als Vredesactivist, feminist en Nobelprijswinnaar. In 2020 publiceerde Noordenbos het boek Vrouwen in de Academies van Wetenschappen. In 2003 publiceerde Greta Noordenbos een dubbelbiografie van Marie en Irene Curie.
- Bibsys: 98080075
- Bibliothèque nationale de France: cb15075172n (data)
- Gemeinsame Normdatei: 173412866
- International Standard Name Identifier: 0000 0000 2697 9852
- Library of Congress Control Number: n88092476
- Nationale Bibliotheek van Israël: 987007434696005171
- Nederlandse Thesaurus van Auteursnamen: 07323091X
- Système universitaire de documentation: 081132832
- Virtual International Authority File: 47053874